# Блело
Блѐло (на италиански: Blello; на ломбардски: Blèl, Блел) е село и община в Северна Италия, провинция Бергамо, регион Ломбардия. Разположено е на 815 m надморска височина. Населението на общината е 75 души (към 2017 г.).